# Ernest Biéler
Pour les articles homonymes, voir Biéler.
Ernest Biéler, né le 31 juillet 1863 à Rolle, et mort le 25 juin 1948 à Lausanne, est un peintre suisse.

## Biographie
Il est originaire de Préverenges. Son père est vétérinaire et sa mère, fille d’un diplomate polonais, enseigne la peinture florale. Après ses études à Lausanne, il part à l'âge de dix-sept ans pour Paris afin de commencer sa formation artistique. Il y fréquente, dès 1880, l’Académie Julian, l'Académie Colarossi et l'Atelier Suisse. 
Entre 1892 à 1917, il partage son temps entre Paris et la Suisse. Lors d'un séjour estival en Suisse en 1884, il découvre Savièse, dans le canton du Valais, qui sera pour lui une source d'inspiration sa vie durant. Il s'y fait construire un atelier en 1900 et sera fait bourgeois d’honneur de cette localité valaisanne. C'est cette commune qui donnera son nom à la colonie d'artistes dont Ernest Biéler sera le principal protagoniste et que l'on désignera sous le terme de « École de Savièse ». Avec Raphaël Ritz, Édouard Vallet, Albert Chavaz et d’autres, Ernest Biéler trouve son inspiration dans les paysages, les mœurs et les traditions locales. Cette recherche caractéristique d'un monde qui ne connaît pas encore les effets du développement industriel peut être mis en relation avec les différents mouvements artistiques européens de la fin du 19e siècle, comme l'École de Pont-Aven ou la colonie d'artistes de Worpswede, en Allemagne.
Sa pratique artistique varie entre la Suisse et Paris: à Genève, il travaille à des œuvres décoratives comme le plafond de la salle de concert du Victoria Hall; lorsqu'il revient à Paris, il peint des tableaux symbolistes monumentaux. À partir de 1905, il abandonne la peinture à l'huile au profit de l'aquarelle et la tempera, « plus adaptés au style graphique qui caractérise désormais son art », avec des lignes claires inspirées de l'Art nouveau et des sujets idéalisés. C'est dans la capitale française que Biéler travaille à son chef-d'œuvre, L'Eau mystérieuse (1911, Lausanne, Musée cantonal des Beaux-Arts). Ses thèmes picturaux oscillent alors entre motifs réalistes inspirés par la population de Savièse et motifs symbolistes relevant de l'imaginaire.
En 1917, Biéler revient définitivement en Suisse et vit désormais entre Savièse et Rivaz, au bord du Lac Léman. Outre ses peintures de chevalet, il se consacre à divers travaux de décoration: peintures murales, mosaïques et cartons pour des vitraux, ainsi que les costumes, les chars et les décors de la Fête des vignerons de 1927.
Il passe les dernières années de sa vie dans sa maison du Monteiller (Rivaz), où il est voisin du couple d'artiste composé de l'artiste Art nouveau Maurice Pillard Verneuil et de l'artiste-peintre Adélaïde Verneuil de Marval. Il meurt en 1948. 

### Principales œuvres
- L’Homme de Savièse
- Trois valaisannes
- Trois jeunes filles de Savièse
- Têtes valaisannes
- Les Mayens de Sion (1892)
- Portrait de vieux valaisan (1920)

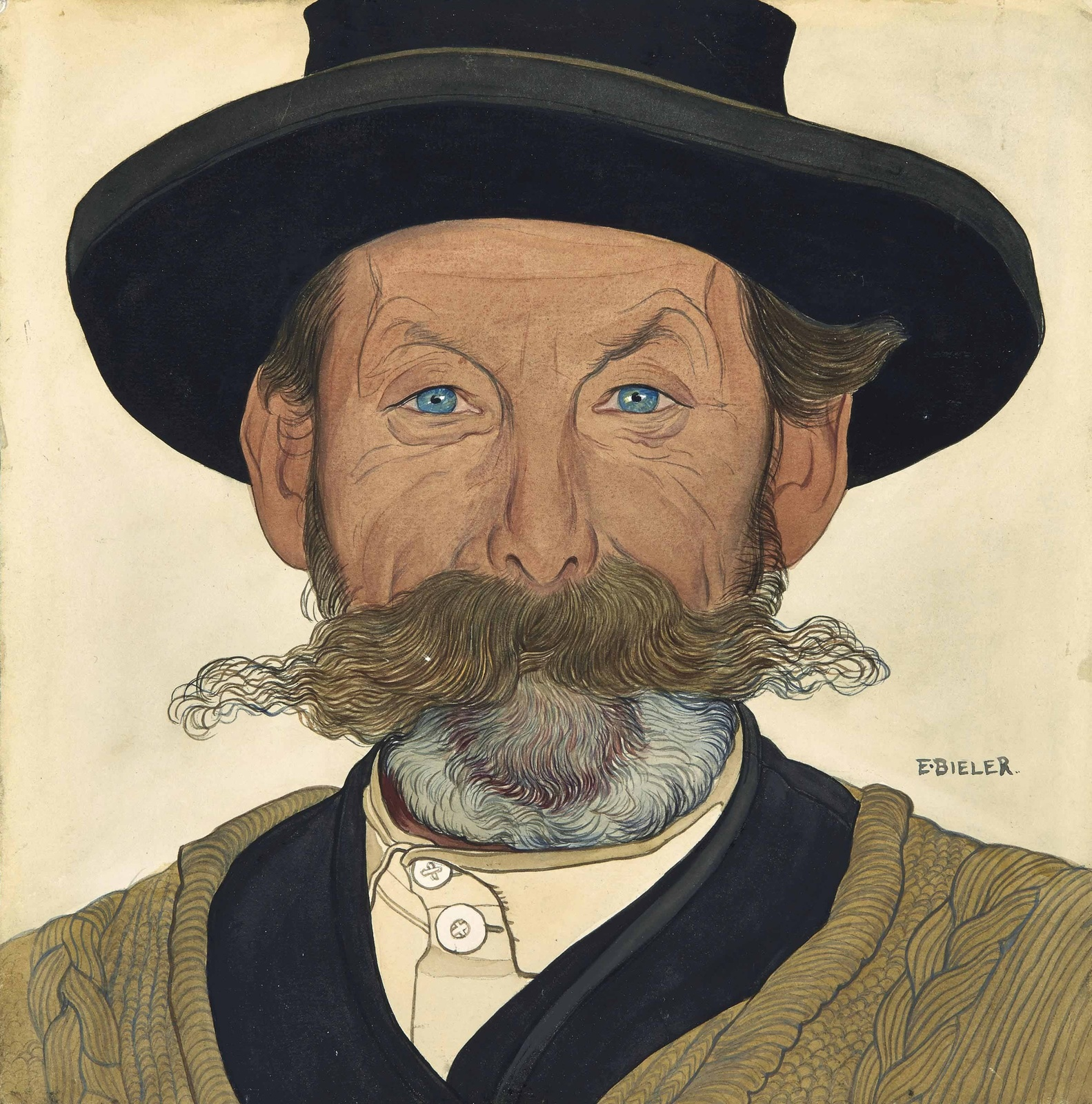
Portrait de Baptiste

- La Dame du village (Évolène) avec ses deux enfants (1924)
- Château des Stockalper (1931)
- Vue du Rhône, Varone (1942)
- Les feuilles mortes
- Les sources
- Devant l’église de Saint-Germain à Savièse (1886)[6]

- L'Eau mystérieuse (1911)
- L'Auteur (autoportrait, 1911)